# Pasir Gala
Pasir Gala is een bestuurslaag in het regentschap Aceh Tenggara van de provincie Atjeh, Indonesië. Pasir Gala telt 418 inwoners (volkstelling 2010).